# Korthalsella taenioides
Korthalsella taenioides là một loài thực vật có hoa trong họ Santalaceae. Loài này được (Comm. ex Juss.) Engl. mô tả khoa học đầu tiên năm 1897.